# Elisabeth-Sophien-Koog
Elisabeth-Sophien-Koog est une commune allemande de l'arrondissement de Frise-du-Nord, dans le Land de Schleswig-Holstein.

## Géographie

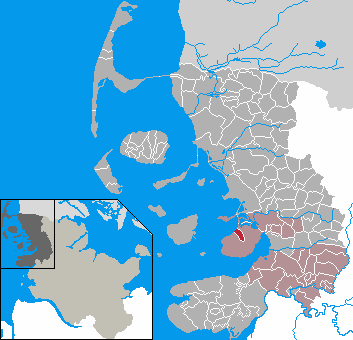
Elisabeth-Sophien-Koog dans l'arrondissement de Frise-du-Nord

La commune est enclavée dans celle de Nostrand sur la presqu'île du même nom.

## Histoire
Après la grande inondation de 1634 qui fait perdre beaucoup de terrain, Frédéric III de Danemark confie en 1652 un octroi à quatre Hollandais pour recouvrer ces terres. Ainsi sont créés les polders Friedrichskoog en 1656, Marie-Elisabeth-Koog en 1657, Trindermarsch-Koog en 1663 et Neuer Koog en 1691 qui agrandissent fortement Nordstrand. La sécurisation des polders a lieu entre 1717 et 1720. En 1739, on compte 739 hectares.
En 1751, une inondation détruit les digues. Mais depuis, leur gestion a été confiée à la population locale qui est ruinée après leurs rachats et ne peut reconstruire.
En 1768, Jean Henri Desmercières (de), qui a déjà travaillé à Reußenköge, rachète les droits d'exploitations. Il construit une nouvelle digue qu'on baptise en l'honneur d'Elisabeth Sophie, comtesse de Friis. En 1770, ces droits font l'objet d'une forte spéculation. Comme à Reußenköge, on reprend le drainage et la construction de routes. Les vieilles familles de Nostrand s'installent sur ces nouveaux terrains et les exploitent.
En 1825, une inondation détruit toutes les digues et le polder de Nordstrand sauf celle bâtie par Desmercières. Elles seront reconstruites selon son modèle en coopérative avec les habitants d'Elisabeth-Sophien-Koog.
En 1895, la commune de Nordstrand décide de séparer Elisabeth-Sophien-Koog afin de diviser les coûts d'entretien des digues. Le comité d'arrondissement refuse ce plan financier mais accepte la séparation administrative.

## Personnalités liées à la commune
- Peter Harry Carstensen, né en 1947 dans la commune, est ministre-président du Schleswig-Holstein de 2005 à 2012.

## Source, notes et références
- (de) Cet article est partiellement ou en totalité issu de l’article de Wikipédia en allemand intitulé « Elisabeth-Sophien-Koog » (voir la liste des auteurs).